# بحيرة أوكي تشوبي
بحيرة أوكي تشوبي أو Lake Okeechobee بحيرة للماء العذب في ولاية فلوريدا في الولايات المتحدة الأمريكية وهي ثاني أكبر بحيرة موجودة داخل الولايات المتحدة، أيضا هي أكبر بحيرة موجودة في جنوب الولايات المتحدة، تغطي البحيرة مساحة 1890 كم مربع وهي ضحلة نسبيا ويصل العمق بها إلى 3 م وتقع على ارتفاع 281 متر على مستوى سطح البحر ويبلغ أقصى طول لها 65 كم ويبلغ أقصى عرض لها 40 كم، وتصب فيها من الشمال مياه نهر كيسيمي بينما تنصرف مياهها عبر نهر ايفر كلايد من ساحلها الجنوبي نحو مضيق فلوريدا في المحيط الأطلسي وتقع على شاطئها الشمالي مدينة أوكي تشوبي التي دعيت البحيرة باسمها وتغطي البحيرة مقاطعة جلادز ومقاطعة أوكي تشوبي ومقاطعة مارتين ومقاطعة بالم بيتش ومقاطعة هندري.
‌